# Crematogaster inermis
Crematogaster inermis är en myrart som beskrevs av Mayr 1862. Crematogaster inermis ingår i släktet Crematogaster och familjen myror.

## Underarter
Arten delas in i följande underarter:
- C. i. aphrodite
- C. i. armatula
- C. i. inermis
- C. i. lucida